# SHMT1
SHMT1 (англ. Serine hydroxymethyltransferase 1) – білок, який кодується однойменним геном, розташованим у людей на короткому плечі 17-ї хромосоми. Довжина поліпептидного ланцюга білка становить 483 амінокислот, а молекулярна маса — 53 083.
| 10         |  | 20         |  | 30         |  | 40         |  | 50         |
| ---------- |  | ---------- |  | ---------- |  | ---------- |  | ---------- |
| MTMPVNGAHK |  | DADLWSSHDK |  | MLAQPLKDSD |  | VEVYNIIKKE |  | SNRQRVGLEL |
| IASENFASRA |  | VLEALGSCLN |  | NKYSEGYPGQ |  | RYYGGTEFID |  | ELETLCQKRA |
| LQAYKLDPQC |  | WGVNVQPYSG |  | SPANFAVYTA |  | LVEPHGRIMG |  | LDLPDGGHLT |
| HGFMTDKKKI |  | SATSIFFESM |  | PYKVNPDTGY |  | INYDQLEENA |  | RLFHPKLIIA |
| GTSCYSRNLE |  | YARLRKIADE |  | NGAYLMADMA |  | HISGLVAAGV |  | VPSPFEHCHV |
| VTTTTHKTLR |  | GCRAGMIFYR |  | KGVKSVDPKT |  | GKEILYNLES |  | LINSAVFPGL |
| QGGPHNHAIA |  | GVAVALKQAM |  | TLEFKVYQHQ |  | VVANCRALSE |  | ALTELGYKIV |
| TGGSDNHLIL |  | VDLRSKGTDG |  | GRAEKVLEAC |  | SIACNKNTCP |  | GDRSALRPSG |
| LRLGTPALTS |  | RGLLEKDFQK |  | VAHFIHRGIE |  | LTLQIQSDTG |  | VRATLKEFKE |
| RLAGDKYQAA |  | VQALREEVES |  | FASLFPLPGL |  | PDF        |  |            |

A: Аланін

C: Цистеїн

D: Аспарагінова кислота

E: Глутамінова кислота

F: Фенілаланін

G: Гліцин

H: Гістидин

I: Ізолейцин

K: Лізин

L: Лейцин

M: Метіонін

N: Аспарагін

P: Пролін

Q: Глутамін

R: Аргінін

S: Серин

T: Треонін

V: Валін

W: Триптофан

Кодований геном білок за функцією належить до трансфераз. 
Задіяний у таких біологічних процесах, як одновуглецевий метаболізм, ацетилювання, альтернативний сплайсинг. 
Білок має сайт для зв'язування з піридоксаль-фосфатом. 
Локалізований у цитоплазмі.